# Dan Ellis
Daniel Ellis (nascido em 7 de outubro de 1988) é um ciclista de pista australiano.
Ele competiu representando a Austrália nos Jogos Olímpicos de 2008 em Pequim, na China, onde terminou em quarto lugar na prova de velocidade por equipes.